# 揚卡鄉 (奧爾特縣)

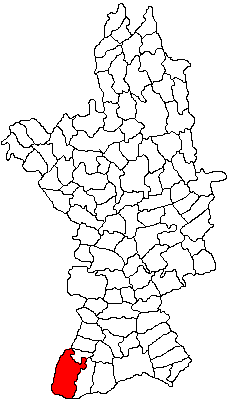
扬卡乡的地图

43°48′00″N 24°11′00″E / 43.8°N 24.1833°E
揚卡鄉（羅馬尼亞語：Comuna Ianca, Olt），是羅馬尼亞的鄉份，位於該國南部，由奧爾特縣負責管轄，面積107平方公里，海拔高度50米，2007年人口4,232，人口密度每平方公里40人。